# Xia Zhu

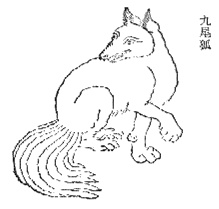
De vos met negen staarten, afbeelding afkomstig uit het Boek van de bergen en de zeeën (Shanhaijing)

Zhu was volgens de traditionele Chinese historiografie de zevende heerser van de Xia-dynastie. Hij was de zoon van Shao Kang, de zesde heerser van de dynastie. Hij staat in de historische bronnen ook vermeld als 'Yu', 'Shu', 'Ning' of 'Bozhu'. Volgens de Bamboe-annalen bevond zijn residentie zich eerst te Yuan (原) en vanaf zijn vijfde regeringsjaar in Laoqiu (老丘). Hij zou 17 jaar hebben geregeerd. In het achtste jaar van zijn regering zou een vos met negen staarten zijn gevangen. Dit is een mythisch beest dat staat beschreven in de Shanhaijing (山海經, Boek van de bergen en de zeeën). Koning Zhu werd opgevolgd door zijn zoon Huai.  